# Colonius

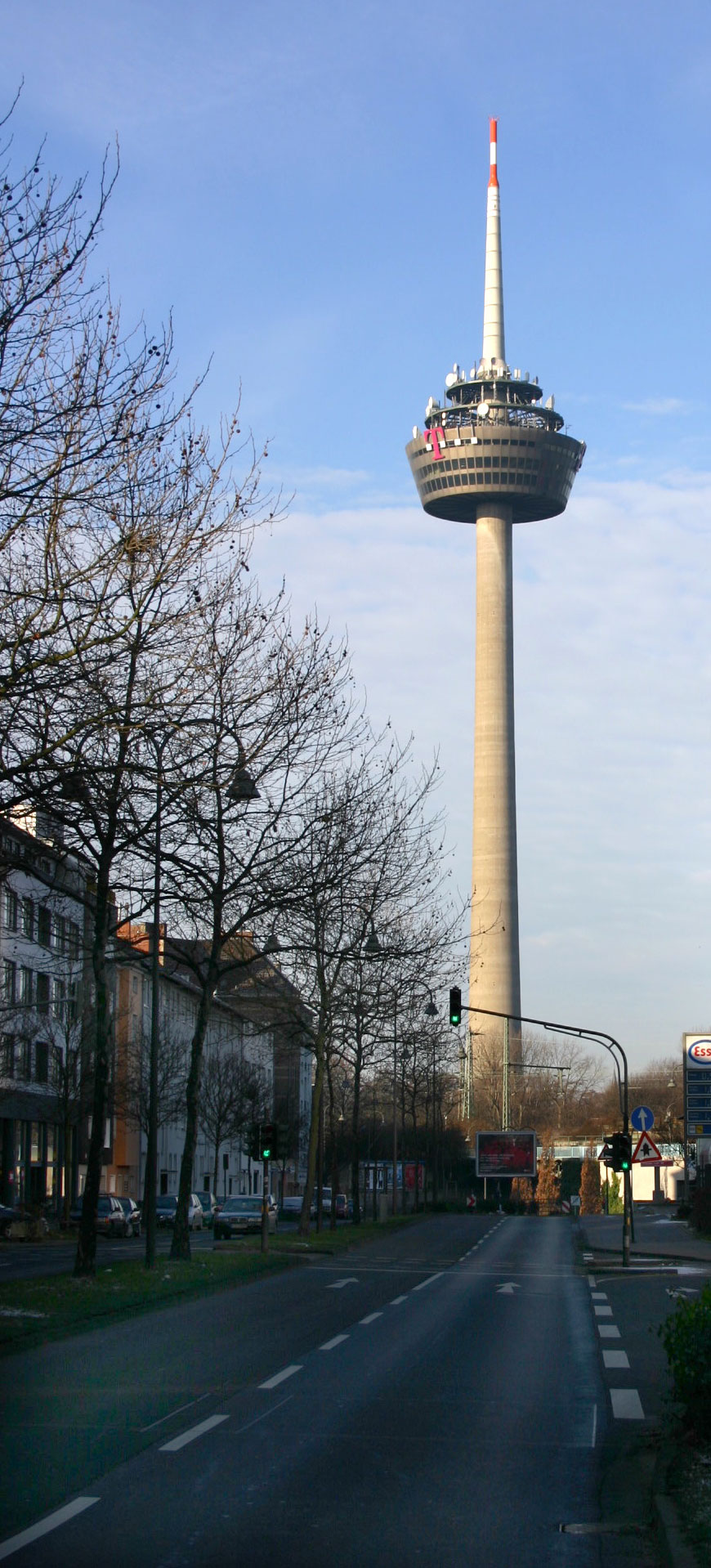
Colonius

Colonius est la tour de télécommunications de Cologne qui fut terminée en 1981. Colonius possède une cafétéria, une plate-forme avec un point de vue, et un restaurant, en plus de ses antennes radio et de ses stations de radio dans la gamme des très hautes fréquences. À cause d'un manque de locataires, la zone des locataires incluant le restaurant et la plate-forme est fermée (2005). Lorsqu'elle fut achevée, Colonius avait une hauteur de 252,9 mètres. En 2004, une tour radio ajoutée par hélicoptère augmenta sa hauteur, qui atteignit 266 mètres. Cet ajout permit la diffusion de la télévision numérique terrestre (DVB-T) dans la région de Bonn-Cologne.